# 김의곤
김의곤(金義坤, 1958년 1월 24일~2014년 2월 15일)은 대한민국의 레슬링 선수, 지도자이다. 1984년 하계 올림픽에서 남자 자유형 밴텀급 동메달을 획득했다.

## 생애
1958년 경상북도 청도군에서 태어났으며, 부산에서 성장했다. 부산서중학교를 졸업한 후 부산동고등학교로 진학했으며 이 때 레슬링에 입문했다. 이후 유도대학을 졸업하고 대한주택공사 레슬링단에 입단했다.
1977년부터 대한민국 레슬링 국가대표로 활동하기 시작했다. 그 해 10월 스위스 로잔에서 열린 1977년 세계 선수권 대회에서 루마니아의 파울 바르쿠를 꺾었으나 다음 상대인 폴란드의 브와디스와프 스테치크와 미국의 랜들 밀러에게 패하며 탈락했다. 이듬해인 1978년 12월에는 태국 방콕에서 열린 1978년 아시안 게임에 참가하여 일본의 도미야마 히데아키와 파키스탄의 무함마드 아짐의 뒤를 이어 동메달을 획득했다.
1979년 8월 미국 샌디에이고에서 열린 1979년 세계 선수권 대회와 11월에 인도 잘란다르에서 열린 1979년 아시아 선수권 대회에 참가했으며 두 대회 모두 조기에 탈락했다. 1980년 12월에는 파키스탄 카라치에서 열린 1980년 아시아 선수권 대회에 참가했다. 1981년 7월에는 루마니아 부쿠레슈티에서 열린 1981년 하계 유니버시아드에 참가했으며 1회전에서 소련의 강자 세르게이 벨로글라조프를 꺾는 파란을 일으켰으나 2회전에서 탈락했다. 같은 해 9월에는 유고슬라비아의 스코페에서 열린 1981년 세계 선수권 대회에 참가했다. 이 대회에서 첫 상대인 이란의 라술 호세이미를 상대로 승리했으나 2회전에서 동독의 베른트 보브리히와 미국의 조 코소에게 패하면서 탈락했다.
1983년 8월 튀르키예 앙카라에서 열린 야샤르 도우 추모 대회에서 우승을 하면서 처음으로 국제 대회에서 우승했다. 같은 해 11월에는 캐나다 토론토에서 열린 캐나다컵 국제 레슬링 대회에서 우승을 차지했다.
1984년 8월 미국 로스앤젤레스에서 열린 1984년 하계 올림픽에 참가하면서 처음으로 올림픽에 출전했다. 그는 예선 B조에 배속되었으며 첫 상대인 캐나다의 로런스 홈스를 상대로 승리했고 2차전에서 부전승을 거뒀다. 이후 3차전 상대인 미국의 배리 데이비스에게 1-9로 패했다. 4차전에서는 중국의 관부니마를 4-0으로 꺾으며 B조 결승전 진출에 성공했으며, B조 결승에서는 3차전에서 패했던 데이비스에게 패했으며 예선 최종 경기에서 유고슬라비아의 조란 쇼로브를 꺾으며 동메달 결정전에 진출했다. 이후 동메달 결정전에서는 푸에르토리코의 오를란도 카세레스를 3-1로 꺾으며 동메달 획득에 성공했다.
1984년 올림픽 이후 현역에서 은퇴했으며 1987년 11월에 1988년 하계 올림픽에 참가하는 대한민국 레슬링 국가대표 코치로 발탁되면서 지도자 생활을 시작했다. 이후 대한레슬링연맹 경기이사를 맡았으며 2001년 아시아 선수권 대회 당시에는 대한민국 선수단 총감독을 맡았다. 2002년에는 부산에서 열린 2002년 아시안 게임에 참가하는 대한민국 여자 대표팀 감독을 맡았다. 이후 일선에서 물러났다가 2013년에 다시 대한민국 레슬링 국가대표팀 총감독과 대한민국 여자 대표팀 감독으로 부임했다.
2014년 2월 15일 인천에서 열리는 2014년 아시안 게임 대비를 위해 태릉선수촌에서 훈련을 지도하다가 쓰러져 가톨릭대학교 여의도성모병원으로 옮겨졌으나 그 날 오후에 사망했다.

## 수훈
- 체육훈장 맹호장(1988년 12월 2일)
- 체육훈장 거상장(1984년 8월 17일)
- 체육포장(1979년 3월 9일)